# Renwez

Renwez este o comună în departamentul Ardennes din nordul Franței. În 1 ianuarie 2022 avea o populație de 1.637 de locuitori.